# Schwarzkopf & Schwarzkopf Verlag
Pour les articles homonymes, voir Schwarzkopf.
Schwarzkopf & Schwarzkopf Verlag est une maison d'édition allemande fondée en 1992 par Oliver Schwarzkopf à Berlin.
Il comprend des livres de non-fiction et des livres d'images populaires ainsi que la série érotique féminine Anais, du nom de l'écrivaine française Anaïs Nin.

## Programme
Schwarzkopf & Schwarzkopf publie principalement de la littérature lifestyle qui recherche la proximité avec la scène jeune. Cela devient évident dans les biographies non autorisées de, par exemple, Justin Bieber, Taylor Swift et Robert Pattinson. Cependant, l'éditeur travaille également directement avec diverses célébrités. Les musiciens Clueso et Udo Lindenberg, le présentateur Gunther Emmerlich ou l'athlète Claudia Pechstein ont tous participé aux publications de la maison d'édition. Elle a également publié le premier livre Glamourgirl de l'actrice et chroniqueuse Sara Schätzl.
Schwarzkopf & Schwarzkopf s'est fait connaître grâce à sa série Lust & Liebe. Ces livres contiennent chacun 33 nouvelles qui traitent principalement de sexe.